# Магие Калка
Магие Калка (фин. Margit Virginia Margareta "Maggie" Kalka, рођена Хенриксон, (Хелсинки, 20. октобар 1912 — Хелсинки, 22. јул 1996) била је финска кајакашица и машевалка која се такмичила од краја 30-их до прве половине 50-их  година прошлог века. Освојила је златну медаљу и постала први светска првакиња на 1. Светском првенству 1938. у Ваксхолму, Шведска  у дисциплини кајак једносед К-1 600 м. Освојила је финско првенство у кајаку од 1937 до 1940. када се престала бавити овим спортом. 
Калка је прешла на мачевање. Такмичила се у флорету. Као финска првакиња 1951. такмичила се на Летњим олимпијским играма 1952. у Хелсинкију. У другој групи квалификација од седам такмичара заузела је 5 место и није се пласорала у четвртфинале. До краја каријере освајала је финска првенства 1952 и 1953.